# 地球高峰會
地球高峰會（英語：Earth Summit），又稱聯合國環境與發展會議（英語：The United Nations Conference on Environment and Development，簡稱UNCED）、里約熱內盧高峰會，是聯合國重要會議之一。在1992年里約熱內盧舉行的地球高峰會上，155個國家簽署了《聯合國氣候變化框架公約》（The United Nations Framework Convention on Climate Change，UNFCCC），此為清潔發展機制（Clean Development Mechanism，CDM）根本母法。此後，永續發展和可持續性等議題逐漸浮上檯面，部份取代了舊有以生態為導向的思想。這些議題與1990年代末期興起的反全球化可視為生態運動的後續行動（參見《里約環境與發展宣言》）。

## 概述
本屆高峰會計有172國參與，其中108國由國家元首或政府首長代表參加。此外，約2,400名非政府組織（NGOs）代表參加，17,000人參加平行的非政府組織論壇，他們具有所謂「諮詢身分」。
本屆高峰會處理的議題包括︰
- 徹底檢查產品的形態──尤其是含有毒元素的產品，例如無鉛汽油，或包括放射性化學製品等有毒廢料。
- 替代能源取代使用與全球氣候變化有關的石化燃料。
- 更多依賴大眾運輸系統以減少車輛排放氣體，城市道路擁塞，以及污染空氣和煙霧引起的健康問題。
- 水資源日益匱乏

本屆會議重要成就之一是達成《联合国气候变化框架公约》之協議，後來因此簽署《京都議定書》。另一成就是達成「不在原住民土地上進行任何造成環境破壞或文化上不適宜的活動」之協議。
《生物多樣性公約》在地球高峰會上公開連署，使向開始重新定義貨幣供應措施，本質上不鼓勵破壞自然生態區和所謂不合乎經濟效益的成長。十二座城市因更新當地環境計畫獲頒「地方政府榮譽獎」。包括：薩德伯里市（加拿大安大略省），因使當地從礦業造成環境破壞中復原的偉大計畫；奧斯汀（美國德克薩斯州），因其綠建築策略；以及北九州（日本），將國際教育和訓練併入市政府的污染控制計畫。
本屆地球高峰會簽署了下列文件︰
- 里約環境與發展宣言
- 21世紀議程
- 生物多樣性公約
- 森林原則
- 联合国气候变化框架公约

「生物多樣性公約」和「氣候變化公約框架」兩者皆是具法律拘束力之協議。然而，評論家指出本屆里約高峰會簽署協議的許多內容仍未實現，像是打擊貧窮和清理環境等基本議題。

## 永續發展委員會
永續發展委員會（CSD）自1992年起一直是聯合國為永續發展議題設立的高級論壇，當年由聯合國大會建立，以落實里約高峰會議的後續行動。永續發展委員會（CSD）每年在聯合國總部召開；2006/2007會期的焦點主題包括能源永續發展、工業發展、空氣／大氣層污染以及氣候變化。